# Canada aux Jeux olympiques d'été de 1976
Le Canada participe aux Jeux olympiques d'été de 1976 à Montréal du 17 juillet au 1er août. Il s'agit de sa 24e participation à des Jeux d'été.
Le Canada devient le premier pays hôte à ne pas remporter l'or dans ses olympiades.

## Engagés par sport

### Aviron
- Elizabeth Craig
- Tricia Smith

### Équitation
- Barbara Stracey
- Lorraine Stubbs